# La mariquita (episodio de South Park)
«La mariquita» («The Cissy» como título original) es el tercer episodio de la temporada decimoctava de la serie animada de televisión norteamericana South Park. Es el episodio número 250 de la serie, fue escrito y dirigido por el co- creador de la misma Trey Parker. Se estrenó en Estados Unidos el 8 de octubre de 2014 en el canal Comedy Central. Explora los temas del transgenerismo y la identidad de género.
En este episodio Eric Cartman simula ser transgénero para obtener un baño exclusivo en su escuela. Al mismo tiempo, Randy Marsh intenta ocultar al mundo su identidad transgénero como la cantante juvenil «Lorde». Todo esto genera una gran confusión a Stan Marsh, quien no entiende cual es su identidad, ni cual baño de la escuela debe usar.

## Trama

### Sección 1
El episodio comienza en la parada de autobuses escolares, donde se encuentran Cartman, Stan, Kyle y Kenny. Cartman está cansado de que los servicios sanitarios de la escuela permanezcan ocupados y decide aparentar ser transgénero para poder usar los baños de las chicas. La directora Victoria está sorprendida por el comportamiento de Cartman y lo cita a su despacho, donde este argumenta las razones por las que considera que es transgénero: «vivo una vida de tortura y confusión por que la sociedad me ve como niño», afirma Cartman.
La directora consulta a otros profesores y el señor Garrison le sugiere permitirle usar el baño de las niñas para evitar un escándalo. Sin embargo, como las chicas de la escuela están disgustadas con la presencia de Cartman en sus retretes, la escuela se compromete a instalar un servicio sanitario en la habitación del conserje solo para personas transgénero.
Mientras tanto, siguiendo la trama del episodio previo de la temporada denominado Ébola libre de gluten en el cual Randy Marsh parece hacerse pasar por la cantante neozelandesa "Lorde" en la fiesta de niños, se revela ahora que Randy es Lorde y que, a su vez, esta cantante no existe. Randy lucha por mantener este secreto frente a su esposa y a un reportero de la revista Spin llamado Brandon Carlile.

### Sección 2
En represalia por la pantomima de Cartman, Wendy Testaburger también se hace pasar por transgénero para poder ingresar al baño de Cartman e incomodarlo, lo cual provoca la furia de este, quien confronta a Stan diciéndole que si su novia - Wendy - es transgénero, entonces él es gay. 
Stan, ahora confundido, intenta discutir la identidad de género con su padre, pero Randy entiende mal y revela a Stan que él es Lorde. Debido a la incredulidad de Stan por tal afirmación, Randy le demuestra como utiliza un programa de computación llamado Auto-tune para sonar como una chica en la canción Feeling Good on a Wednesday. Stan queda tan confundido con la confesión de su padre que ingresa al baño transgénero de su escuela, lo cual provoca otra discusión con Cartman. 
Por otro lado, el Supervisor de la Oficina geológica informa a Randy que sus compañeras de trabajo solicitan un baño separado del que él usa, debido a que no se sienten cómodas compartiendo un baño con un transgénero, pero Randy se rehúsa pues se siente discriminado.

### Sección 3
En la parte final del episodio, el programa de televisión E! News afirma que Lorde se encuentra muy afligida y abandonará la música y que la revista Spin revelará un gran secreto de la cantante. En la escuela, Cartman confronta a Stan por su confusión de género acuñándole el término despectivo "cissy", (término que le da título al episodio) refiriéndose a que Stan es un cisgénero intolerante con los transgénero de la escuela. 
Por otro lado, al ver la depresión que sufre Randy, su esposa Sharon lo conforta y anima a seguir expresándose como Lorde, ante lo cual Randy compone la canción Push que constituye el desenlace del episodio. Mientras se escucha esta canción, y como trasfondo, se aprecia una primera escena donde los compañeros de oficina de Randy aceptan su inclinación de género y una segunda escena donde el reportero de la revista Spin se arrepiente de desenmascarar la verdadera identidad de Lorde.
El capítulo finaliza en la escuela, donde la directora anuncia que se eliminará el baño transgénero permitiendo que los alumnos utilicen aquel en que se sientan más cómodos. Para aquellos que no se sientan bien compartiendo el baño con un transgénero se asigna un nuevo baño denominado "baño de cissys". Forzado a usar este baño por Butters, Stan termina el episodio cantando sentado en el retrete.

## Producción

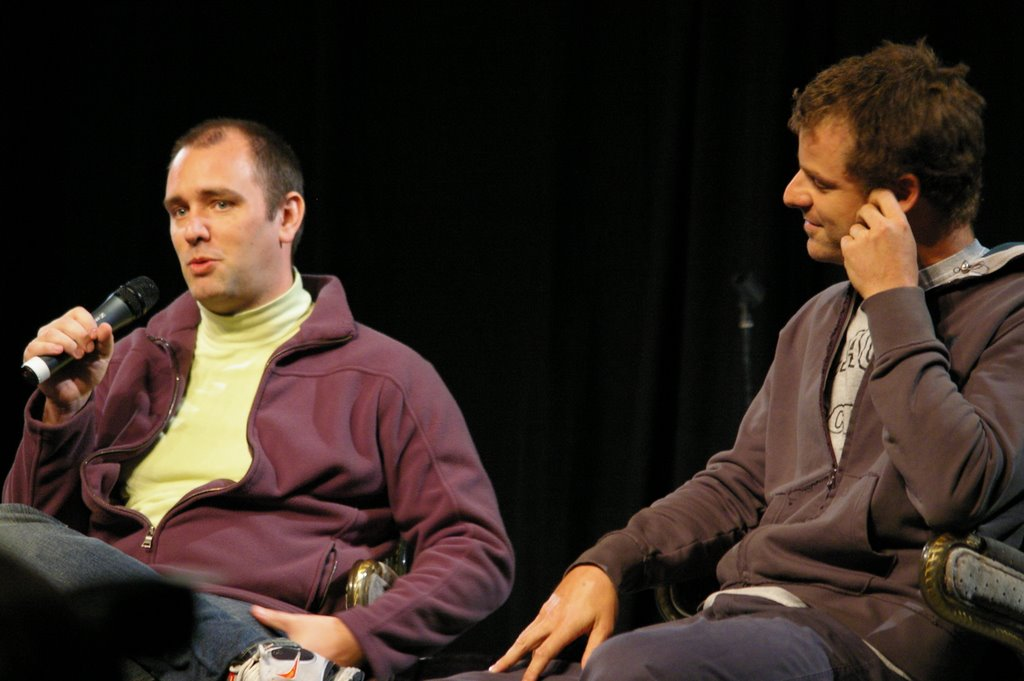
Los creadores de la serie: Parker y Stone

Habitualmente la producción de cada episodio de South Park involucra dos o más historias relacionadas que corren paralelamente hasta el desenlace. Los creadores de la serie Trey Parker y Matt Stone tenían calculado el argumento de Cartman haciéndose pasar por transgénero desde el inicio de la producción del episodio, pero prácticamente no tenían ninguna otra historia para acompañar el ciclo de producción.
A Parker y Stone les gustó la idea de utilizar una historia que enlazara los episodios a modo de serie, tal como se había hecho en el segundo capítulo de la temporada XVIII, llamado Ébola libre de gluten, donde los chicos todavía son despreciados por sus compañeros de escuela debido a su comportamiento en el primer episodio de la temporada llamado, Que te funden. Este recurso será utilizado frecuentemente en otros episodios de la temporada XVIII e incluso en la temporada XIX, donde dicho enlace serial se utiliza de manera continua y cada episodio de la temporada - excepto el primero-, lleva más de una historia del episodio anterior.

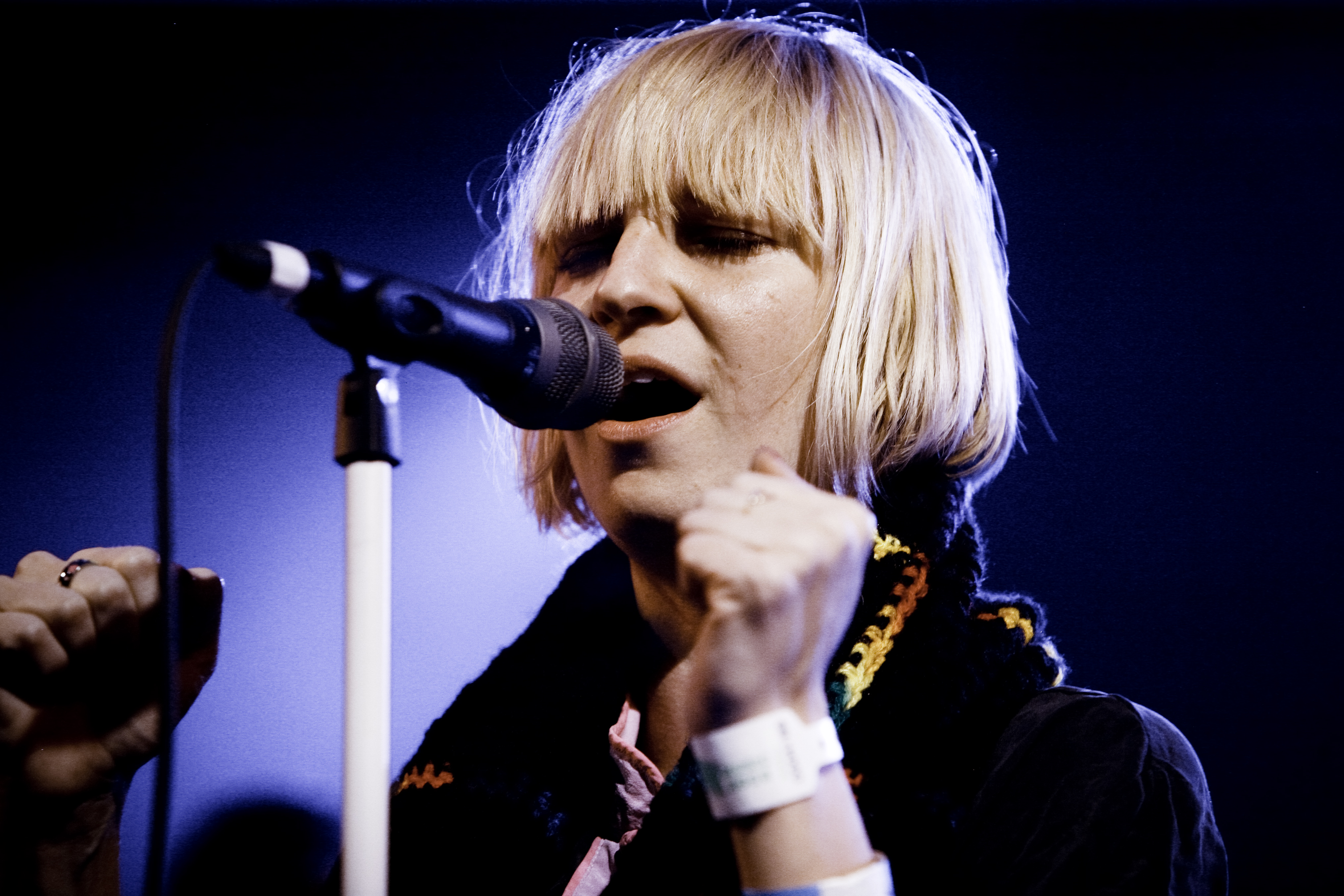
La cantante Sia fue quien interpretó el tema "Push"

En el episodio Ebola libre de Gluten los directores eligieron la escena donde Randy pretende ser Lorde y decidieron darle continuidad a esta historia en el capítulo siguiente denominado La mariquita (The Cissy), haciendo que Randy fuera realmente Lorde. Esta decisión en parte fue tomada por algunas críticas negativas sobre el segundo episodio de la temporada y tendrá continuidad durante la temporada XVIII enlazándose con el episodio número nueve llamado #Refrito (#Rehash) y con el episodio número 10 y último de la temporada denominado #Felices hologramas (#HappyHolograms).
El episodio originalmente fue llamado El Baño de Cartman (Cartman's Bathroom), pero en el transcurso de la producción fue cambiado por The Cissy, y para la versión hispanoamericana y española se tradujo como La mariquita, debido a que el término "cissy" es un diminutivo sin traducción literal en español. 
Como dato curioso de la producción, la letra de la canción Push fue escrita por Trey Parker, interpretada por la cantante australiana Sia Furler y alcanzó una alta difusión por las redes sociales.

### Personajes

#### Habituales y no debutantes
- Stan Marsh
- Kyle Broflovski
- Eric Cartman
- Wendy Testaburger (novia de Stan)
- Bebe Stevens (compañera de escuela)
- Red (compañera de escuela)
- Randy Marsh (padre de Stan)
- Sharon Marsh (madre de Stan)
- Lorde (transgénero de Randy Marsh)
- Gerald Broflovski (padre de Kyle)
- Nelson (compañero de oficina de Randy Marsh)
- Directora Victoria

#### Debutantes
- Brandon Carlile (periodista de la revista Spin)
- Carol (compañera de Randy / Lorde en la oficina geológica)
- Supervisor de Randy / Lorde en la oficina geológica.
- Chica Rubia (compañera de escuela)

### Locaciones
- Escuela primaria South Park
- Oficinas del servicio geológico de Estados Unidos (USGS)
- Residencia Broflovski
- Residencia Marsh
- Bar "Skeeter's"

## Temática y referencias culturales

### Temática principal
En el episodio se presentan dos historias unidas por una temática. La historia de Cartman quien para obtener el beneficio de tener un baño propio en su escuela asume de forma superficial y conveniente el rol falso de transgénero. La segunda historia es la de Randy Marsh, quien parece ser más sincero y profundo en su intención de ser transgénero ya que encuentra en su identidad femenina la forma de expresarse con el mundo. Las dos historias están enlazadas por la confusión que tiene Stan sobre el tema de la identidad de género al ver el comportamiento de sus amigos y su padre.
En muchos episodios de la serie, los escritores han tratado temas de género y sexualidad como el homosexualismo, el travestismo, el cambio de sexo. Incluso hay varios personajes habituales de la serie que representan estos temas: Cheff (cocinero de la escuela), el señor Garrison (profesor de 4º grado en la escuela) y el señor Esclavo (pareja del señor Garrison durante algunas temporadas).
En La mariquita (The Cissy) se efectúa una crítica al manejo de los temas de género en la sociedad: el desconocimiento general del tema, el rechazo de la población transgénero y el desconcierto de la sociedad frente a este tema. Al final del capítulo los escritores dejan entrever su postura de tolerancia y aceptación (escena de la canción Push).

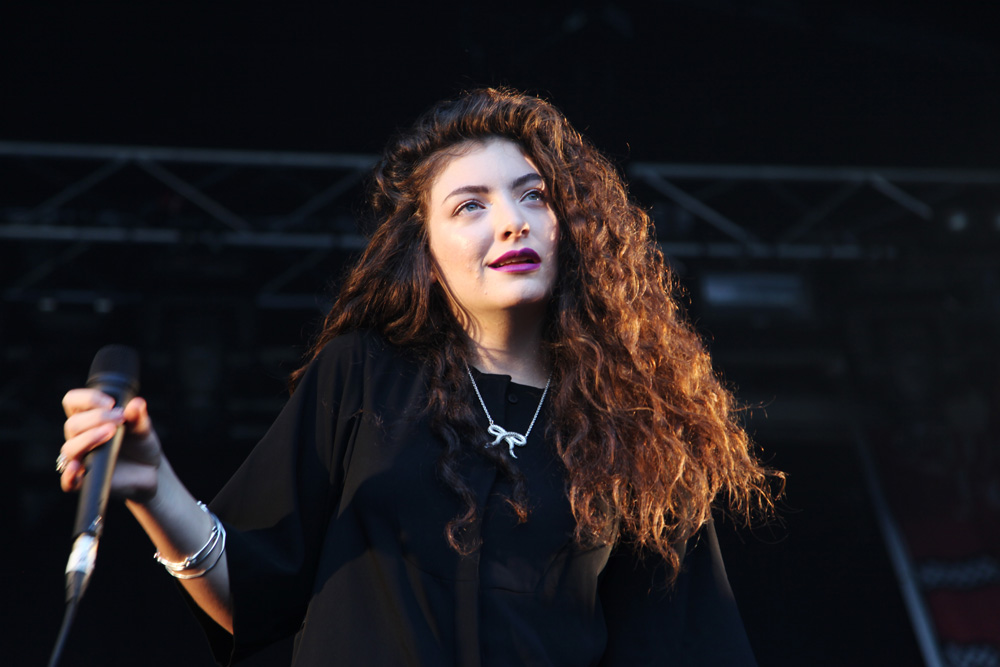
La cantante Lorde, parodiada en el episodio

### Temática secundaria
Como temática secundaria, en La mariquita (The Cissy) se realiza una crítica a la industria musical y a su manipulación de la producción artística, pues en el episodio se muestra como Randy Marsh es un desafinado hombre de 45 años quien a través de la manipulación digital de su voz se puede hacer pasar por la cantante neozelandesa Lorde, una joven de 18 años y voz melodiosa. Esta temática tendrá continuidad en los episodios nº 9 #Refrito (#Rehash) y nº 10 #Felices hologramas (#HappyHolograms), donde se presentará el desenlace de la temática y de la temporada.